# 廿一史彈詞
《二十一史彈詞》，原名《歷代史略十段錦詞話》，凡兩卷，明代楊慎所作彈詞。
全書共十段，每段有《西江月》、《南鄉子》、《臨江仙》、《清平樂》、《點絳脣》、《定風波》、《蝶戀花》等詞調加上數首詩，再用散文及十字句（三三四）舖成，每段終了再以一詩一詞作結。
第三章《說秦漢》開場詞《臨江仙》有“滾滾長江東逝水，浪花淘盡英雄。是非成敗轉頭空。青山依舊在，幾度夕陽紅。”之句，乃千古絕唱。之后毛綸、毛宗崗父子批注《三国演义》引用这段词，使之广为传颂的同时，被一些人误认为是罗贯中所作。
《二十一史彈詞》全是十字句，與後來的彈詞以七字句為主不同。梁辰魚又有《江東廿一史彈詞》本，已佚。另有陳忱《續廿一史彈詞》、顧彩《第十一段錦詞話》、金諾《明史彈詞》、張三異《明史彈詞》、古木散人《明末彈詞》等。

## 相關改編作品
楊慎創作的《臨江仙 · 滾滾長江東逝水》在中國中央電視台拍攝的電視劇《三國演義》中作為片頭曲。該歌曲是由谷建芬作曲，楊洪基演唱。粤语版则为陈光荣作曲，叶振棠演唱。